# Église Saint-Nicolas de Višnjica
Pour les articles homonymes, voir Église Saint-Nicolas.
L'église Saint-Nicolas de Višnjica (en serbe cyrillique : Црква Светог Николе у Вишњици ; en serbe latin : Crkva Svetog Nikole u Višnjici) est une église orthodoxe située dans le quartier de Višnjica, dans la municipalité de Palilula et sur le territoire de la Ville de Belgrade, en Serbie. Construite en 1842, elle figure sur la liste des biens culturels de la Ville de Belgrade.

## Présentation
L'église Saint-Nicolas de Višnjica a été construite en 1842.
L'édifice est constitué d'une nef unique dominée par une voûte en berceau et prolongée à l'est par une abside demi-circulaire ; la nef comporte deux chœurs demi-circulaires, l'un au nord, l'autre au sud. L'église est bâtie en pierres recouvertes de plâtre.
Le long du bâtiment, les façades sont rythmées par des arcs aveugles et rappellent l'architecture des églises médiévales de Serbie. La façade occidentale est dominée par un portail ornementé surmonté d'une niche abritant une figure de Saint Nicolas en mosaïque. À l'intérieur, l'iconostase est plus récente.
L'église Saint-Nicolas témoigne de l'architecture en Serbie à l'époque du prince Miloš Obrenović, qui correspond à un temps où l'architecture religieuse serbe, d'inspiration baroque, cède le pas à des réminiscences plus vernaculaires.